# Mason Ewing
Mason Cyrille Elong Ewing nasceu em Douala, capital econômica dos Camarões, a 9 de abril de 1982 (42 anos) é um produtor, realizador, argumentista e estilista francÍs, camaronês e americano que vive em França e nos Estados Unidos da América. A Mason Ewing Corporation foi criada em 2011 e est· sediada em Los Angeles. Embora seja cego, Mason desenvolveu uma promissora carreira empresarial e artística.

## Biografia

### Infância
O seu pai, Frederik Ewing, era um empresário americano e faleceu em Novembro de 2010. Mason viveu até aos quatro anos com a sua mãe, judia e camaronesa, Marie Francesca Elong, que era modelista e costureira. Foi ela que o inspirou e lhe transmitiu o gosto pela moda. Mason passava muito tempo com ela enquanto criava roupa para os seus filhos. A sua adorada mãe faleceu em Março de 1986.
Ficou, lento, com a sua bisavó …lise que cuidou dele durante três anos. Em 1989, mudou-se para a região de Paris, onde viveu com os seus tios Lucien e Jeannette Ekwalla e onde sofreu maus-tratos extremos. Além de ter permanecido trancado num quarto durante oito anos e de ter sido espancado, também lhe atiraram pimenta para os olhos durante vários anos. Em 1993, desesperado, fugiu várias vezes para pedir ajuda à polícia e magistrados para que o retirassem dos seus tios.
Devido aos maus-tratos, em Abril de 1996 Mason perdeu à vista de forma trágica e esteve em coma durante três semanas no hospital Necker-Enfants malades, em Paris. Sobreviveu milagrosamente. Em 2001, ficou sem casa e foi parar ao SAMU (Serviço de Urgência Medica em Franca). Ganhou um julgamento contra os tios, que foram condenados a pagar 5000€ (que nunca foram pagos) e a uma pena suspensa de um ano.

### Carreira
Em 2017, Rebecca Ayoko, a musa favorita de Yves Saint-Laurent nos anos 80, encerrou por duas vezes o desfile de moda de Mason Ewing com um magnífico vestido de noiva. A L'Oréal, em França, apoiou o seu trabalho durante alguns anos. 
O seu primeiro desfile de moda ocorreu a 20 de Setembro de 2006 no Les Salons Vianey, em Paris. Estavam presentes várias celebridades, nomeadamente, Celine Balitran, Laurent Petitguillaume e Olivier Lapidus. Em Novembro de 2008, organizou o seu terceiro desfile no La Planète sur Seine, sobre o rio Sena, com Rachel Legrain-Trapani (Miss França 2007) que encerrou o desfile com um espectacular vestido de noiva. Em 2017, trabalhou com o chocolateiro Andreï Kanakine com o qual criou um vestido para o desfile de moda do Salmo do Chocolate na Rússia. 
O seu trabalho tem sido apoiado por algumas personalidades, em França, nomeadamente : O apresentador de televisão Laurent Petitguillaume (que apresentou vários dos seus desfiles); Olivier Lapidus (antigo diretor artístico de Lanvin); os jogadores de futebol Emmanuel Petit, Bruno Bellone, Luc Sonor, Olivier Dacourt, e Alioune Touré; o antigo diretor da equipa de futebol Paris Saint-Germain, Luis Fernández; a ex-campe„ europeia de basquetebol, Paoline Ekambi; a atriz Firmine Richard; o polÌtico francÍs Frédéric Mitterrand; o Secretário de Estado da proteção infantil, Adrien Taquet; e a jornalista Dominique Torres que È sua madrinha. 
Paralelamente aos seus projetos de moda, Mason Ewing trabalha em projetos cinematográficos em Franca e nos EUA. Criou as séries infantis The Adventures of Madison e Mickey Boom. Em 2011, mudou-se para os Estados Unidos para se tornar produtor cinematográfico. A sua holding, Mason Ewing Corporation, em Los Angeles, tem vários projetos cinematográficos e televisivos. Escreveu, também, a série de televisão Eryna Bella e produziu a curta-metragem Descry. 
Desde Abril de 2015, Les Entreprises Ewing, a filial francesa da Mason Ewing Corporation, encontra-se sediada em Clichy, França. Mason é membro da UPC, o sindicato de produtores de cinema francÍs. 
Depois de viver alguns anos em Los Angeles, regressou a França para se concentrar na sua popular série televisiva, Mickey Boom, apoiado por canais franceses e internacionais. Esta série foi inspirada em programas de televisão americanos que ele adorava ver quando era adolescente. 
Em 2019, produziu uma comédia romântica, a longa-metragem Love in Yaoundé. 

## Prémios
Em 2018, Mason Ewing recebeu o prémio A.I.M. da Afrimpact Magazine, na Pennsylvania, pelo seu trabalho comunitário. Durante muitos anos apoiou a Association for the Blind and Visually Impaired e o Le Comité Contre l'Esclavage Moderne. Também Embaixador da ONG Humanity & Inclusion e da Associação Le Refuge, para jovens LGBTQ+ em risco. Mason é apoiado pelo Secretário de Estado da proteção infantil, Adrien Taquet. 

## Filmografia

### Longa-metragem
- 2020 : Love in Yaounde

### Curtas-metragens
- 2011 : Descry
- 2017 : Névroses
- 2017 : Comme Les Autres
- 2017 : Le Plus Beau Cadeau de ma Mãe